# Tripura Sundari (godin)
Tripura Sundari ("mooie godin van de drie steden") is een godin uit het hindoeïsme, die ook wel bekend is als:
- Maha-Tripurasundarĩ (grote, mooie godin van de drie steden)
- Sodasi (zestien)
- Lalita (zij die speelt)
- Rajarajesvari (koningin, oppermachtige)

Tripura Sundari behoort tot een groep van tien godinnen die gezamenlijk de Mahavidyas worden genoemd. Net als Sodasi wordt Tripura Sundari voorgesteld als een zestienjarig meisje dat zestien soorten begeerte vertegenwoordigt. Sodasi verwijst ook naar een mantra bestaande uit zestien lettergrepen (panchadasakshari). De Shodashi-tantra noemt Sodasi de "schoonheid van de drie steden".
Tripura Sundari is de belangrijkste godin in de shakta-tantrische traditie bekend als Sri Vidya.